# Cennétig mac Lorcáin
Cennétig mac Lorcáin (mort en 951), roi  irlandais et est le père de Brian Boru.

## Reigne
Cennétig est le roi des Dál gCais, une des tribus des  Déisi, peuple sujet dans le  Munster. Leur nom est récent il est pour la première fois relevé dans les années 930 et jusqu'alors ils n'étaient qu'une partie indistincte des  Déisi du nord. Le titre de  roi de  Munster à cette époque appartenait à la lignée des  Eóganachta, un vaste groupe de familles qui prétendaient descendre de Éogan Mór. Les lettrés des  Dál gCais  improvisèrent une  nouvelle généalogie de leur roi à partir d'un pseudo Cormac Cass, frère d'Eógan Mór.
Les Dál gCais occupaient l'est du  Comté de Clare, une région connue sous le nom de « Tuadmumu » (plus tard Thomond), un nom qui apparait pour la première fois en 944 lorsque les Chroniques d'Irlande relèvent la défaite de Cennétig à Gort Rotacháin devant le roi  Eóganachta  Cellachán Caisil.

## Mort
Lors de sa mort en 951,Cennétig est nommé roi de Tuadmumu.

## Postérité
Cennétig épouse Bé Binn inion Urchadh (en) et semble avoir eu de nombreux enfants :
- Órlaith íngen Cennétig (en) épouse de  Donnchad Donn, tuée en 941 semble-t-il pour adultère avec son beau-fils  Óengus.
- Dub et Finn deux fils sont tués lors de la bataille  de Gort Rotacháin en 944
- Donncuan et Echthighern mac Cennétig (en) meurent en 950 lors de l'invasion du Munster par Congalach Cnogba le successeur de  Donnchad Donn.
- Lachtna succède à son père avant d'être tué en 953[2]
- Marcan, abbé de Terryglas Inscaltra et Killaloe  meurt en 1010.
- Mathgamain devient roi de Munster.
- Brian Boru devient roi du Munster et Ard ri Erenn.

## Sources
- (en) Cet article est partiellement ou en totalité issu de l’article de Wikipédia en anglais intitulé « Cennétig mac Lorcáin » (voir la liste des auteurs), édition du 23 avril 2012.
- (en) « Annals of Ulster AD 431-1201 », CELT: Corpus of Electronic Texts (consulté le 24 avril 2012)
- (en) « (Genealogies from Rawlinson B 502) De genelogia Dál Chais ut inuenitur in psalterio Caissil », CELT: Corpus of Electronic Texts (consulté le 26 octobre 2007)
- (en) Seán Duffy, « Brian Bóruma (Brian Boru) (c.941–1014) », Oxford Dictionary of National Biography, 2004 (consulté le 22 octobre 2007)